# Shy Away
Shy Away is een nummer van het Amerikaanse muziekduo Twenty One Pilots uit 2021. Het is de tweede single van hun zesde studioalbum album Scaled and Icy.
Tyler Joseph, de frontman van het duo, schreef "Shy Away" voor zijn jongere broer, Jay Joseph, als een soort handleiding van een opnamestudio. Tijdens de opnames maakte de dochter van Joseph een kirrend geluid dat Joseph besloot in het nummer te houden. Het nummer werd op afstand gemaakt vanwege de coronapandemie, die de interactie tussen de bandleden beperkte. "Shy Away" flopte in de Amerikaanse Billboard Hot 100 met een 87e positie, maar werd wel een klein hitje in een aantal Europese landen. In Nederland bereikte het nummer de eerste positie in de Tipparade, terwijl het in Vlaanderen een plek lager kwam in de Tipparade.